# محمد حسين الحكيم
السيد محمد حسين الحكيم نجل السيد محسن الحكيم.

## النسب والنشأة
هو أبو هادي محمد محسن بن مهدي بن صالح بن أحمد بن محمود بن إبراهيم بن علي هو ابن مراد بن أسد الله بن جلال الدين بن حسن بن مجد الدين علي بن قوام الدين محمد بن إسماعيل بن عباد بن أبي المكارم بن عباد بن أبي المجد أحمد بن عباد بن علي بن حمزة بن طاهر بن علي بن محمد بن أحمد بن محمد بن أحمد بن إبراهيم طباطبا بن إسماعيل الديباج بن إبراهيم الغمر بن الحسن المثنى بن الحسن المجتبى بن علي بن أبي طالب، النجل التاسع للإمام محسن الطباطبائي الحكيم، ولد عام (1367هـ/1947م) في مدينة النجف، ونال وسام الشهادة عام (1403هـ/1983م).

## دراسته
كان محمد حسين الحكيم شغوفاً بعلوم أهل البيت ولذا فقد انتظم في سلك الحوزة العلمية فدرس المقدمات والسطوح واجتازها بنجاح ليشارك بعدها في دروس الخارج لدى أستاذة كبار في عصره، وبلغ في دراسته مرتبة علمية متقدمة.

## أساتذته
تتلمذ على أيدي أستاذة في الحوزة العلمية نشير إلى بعضهم:
- أخيه عبد الصاحب الحكيم
- أخيه محمد باقر الحكيم
- صهره محمد علي الحكيم
- أبو القاسم الخوئي

## نشاطه
مارس محمد حسين الحكيم إلى جانب دراسته وطلبه العلم التدريس في الحوزة العلمية ومدرسة العلوم الإسلامية وظلّ سنوات يدرس المقدمات والسطوح، وكان يطمح إرساء دعائم الحكم الإسلامي، وقد بذل في هذا الطريق ما بوسعه من أجل إقامة النظام الإسلامي، وكان لهُ شبه كبير في خَلقه وخُلقه مع أخيه علاء الدين الحكيم.

## أولاده
لدى محمد حسين الحكيم 3 أولاد وبنتان، أما الأولاد:
- هادي الحكيم
- علي الحكيم
- محسن الحكيم

## استشهاده
اُعتقل مع جمع من أسرة آل الحكيم عام (1403هـ/1983م) وتحمّلوا أصناف التعذيب النفسي والجسدي قبل وفاتهم.